# Carmen Fenk
Carmen Fenk (* 12. November 1978) ist eine Schweizer Sängerin und Songwriterin aus Sevelen im St. Galler Rheintal.

## Leben und Wirken
Carmen Fenk ging 2004 als erste Gewinnerin der Schweizer Castingshow MusicStar hervor. Sie überzeugte Jury und Publikum mit ihrer kräftigen, rauen Stimme (ganz im Sinne des Jury-Mitglieds Chris von Rohr, der von den Teilnehmern „Meh Dräck!“ gefordert hatte) und ihrem Power-Auftritt („Fenk-Motor“). 
Mit ihrem Album Fenkadelic ist sie an die Spitze der Schweizer Hitparade vorgestossen. Auch die bislang einzige Single In Love With You Again wurde ein Nummer-eins-Hit. Nach ihrem Solo-Album war Fenk 2005 und 2006 mit dem Gospelchor Shelomith auf Tour. Zu ihrem damaligen Sieg meinte sie 2007, er sei ihr „Segen und Fluch zugleich“ gewesen, hätte ihr „so viele Türen geöffnet wie auch zugesperrt“. Sie sei seinetwegen „lange Zeit belächelt“ worden. Hero heisst ihr letzter (2008) Song, den sie mit dem Gitarristen Beat Eckert komponiert hat. Aufgenommen wurde er im little Paradise Studio in Rickenbach durch Steve Bhend. April 2015 veröffentlichte Fenk ihr zweites Album "eleven". Der Albumtitel beziehe sich gemäss Fenk auf die elf Jahre, die seit der Castingshow "MusicStar" vergangen seien. Musikalisch bewegen sich die neun Eigen- und die zwei Cover-Songs zwischen Pop und Soul.

## Diskografie
- 2004: Album Fenkadelic (Universal 986 675-0 (UMG) / EAN 0602498667507)
- 2004: Single In Love With You Again (CD-Maxi Universal 986 634-6)
- 2015: Album eleven (Carmen Fenk / EAN 642738984124)